# Electropolis
Electropolis es una empresa española de mercado en línea fundada en el año 2009. Es una de las primeras tiendas en línea hispanohablantes en ofrecer productos de tecnología por detrás de Mercado Libre. Su sede central se encuentra en Albacete.

## Historia
En 2014, lanzaron un blog dentro del sitio de comercio en el que dan reseñas objetivas sobre productos publicados en su página y recomiendan o desestiman competencias. En 2020, en el marco de la Pandemia de COVID-19 se encargo de proveer productos higiénicos como oxímetros de pulso. En esa época también comenzó a incluir cupones de descuento y promociones con envíos gratis, esto se mantuvo hasta la actualidad. Los productos y los blogs de Electropolis son usados como fuente y referencia de calidad. Desde 2021, se encuentra registrada en Trustpilot con más de 4,5 estrellas sobre 5, con más de 1800 reseñas. En 2023, el sitio disponía de más de 80 mil productos verificados.